# Paula Quintana
Paula Ximena Quintana Meléndez (Valparaíso, 26 giugno 1965 – Valparaíso, 6 gennaio 2023) è stata una sociologa e politica cilena, ministra della pianificazione dal 2008 al 2010 nel primo governo di Michelle Bachelet.

## Biografia
Nata a Valparaíso il 26 giugno 1965, figlia di Hernán Quintana Sepúlveda e Patricia Meléndez Alvarado, studiò sociologia all'Università del Cile, situata a Santiago del Cile e successivamente conseguì un master in politica pubblica alla stessa università. Dopodiché ricevette un dottorato in studi urbani presso la Pontificia Università Cattolica del Cile. Divenne poi professoressa di sociologia a Valparaíso.

### Carriera
Durante gli anni '80 entrò nel Movimento della Sinistra Rivoluzionaria, per poi passare nel Partito Socialista. Servì inizialmente come vicedirettrice del Consiglio nazionale della cultura e delle arti, poi nel 2003 come segretaria regionale ministeriale dei beni nazionali e successivamente come capo del Dipartimento di sviluppo regionale di Valparaíso durante l'amministrazione del presidente Ricardo Lagos.
Nel 2008, durante il primo governo della presidente cilena Michelle Bachelet, venne nominata ministra della pianificazione, dove rimase fino alla fine del governo nel 2010.
Si candidò alle elezioni del 2012 come sindaca di Valparaíso, risultando non eletta. Successivamente, si candidò invece per divenire membro del consiglio comunale della stessa città, venendo eletta. Rimase fino al 2016.
Nell'ottobre dello stesso anno annunciò di uscire dal PS anche se decise comunque di sostenere alle elezioni della presidenza della città il candidato Jorge Sharp, membro del PS. Quest'ultimo risultò poi eletto.

## Vita privata
Sposò Alvaro Riffo Ramos nel 1986 assieme al quale ebbe due figli: Natalia e Camillo. Dopodiché si separò. Conobbe poi Arturo Pérez Verde Ramo, col quale ebbe una figlia di nome Emiliana.
Il 6 gennaio 2023, all'età di 57 anni, Paula Quintana morì a Valparaíso a causa di un cancro.